# Torre de Tokio
La Torre de Tokio (東京タワー Tōkyō tawā?, llamada oficialmente 日本電波塔 Nippon denpatō, literalmente «Torre de Radio de Japón») es una torre de telecomunicaciones y de observación situada en la zona del Parque Shiba de Minato, Tokio, Japón. Con 332.9 m de altura, es la segunda estructura más alta de Japón. Es una torre de celosía inspirada en la Torre Eiffel que está pintada de color blanco y naranja internacional para cumplir las regulaciones de seguridad aérea.
Construida en 1958, sus principales fuentes de ingresos son el turismo y el alquiler de la antena. Más de 150 millones de personas han visitado la torre desde su inauguración. FootTown, un edificio de cuatro plantas situado justo debajo de la torre, alberga museos, restaurantes y tiendas. Desde allí, los visitantes también pueden acceder a los dos miradores: el mirador principal (Main Deck), que tiene dos plantas y se encuentra a 150 m de altura; y el Top Deck, más pequeño, que se encuentra a una altura de 249.6 m.
La torre actúa como estructura de soporte de una antena de telecomunicaciones. Destinada inicialmente a la radiodifusión de televisión, en 1961 se instalaron también antenas de radio, pero actualmente la torre emite señales de cadenas de televisión japonesas como NHK, TBS y Fuji TV. Tras la transición a la televisión digital en Japón, planificada para julio de 2011, la altura de la Torre de Tokio no resultaba suficiente para soportar una completa radiodifusión de televisión digital terrestre a la zona, por lo que el 29 de febrero de 2012 se construyó una torre de radiodifusión digital más alta, llamada Tokyo Skytree.
Desde su finalización en 1958, la Torre de Tokio se ha convertido en uno de los símbolos de la ciudad, y aparece frecuentemente en las producciones audiovisuales ambientadas en Tokio.

## Construcción

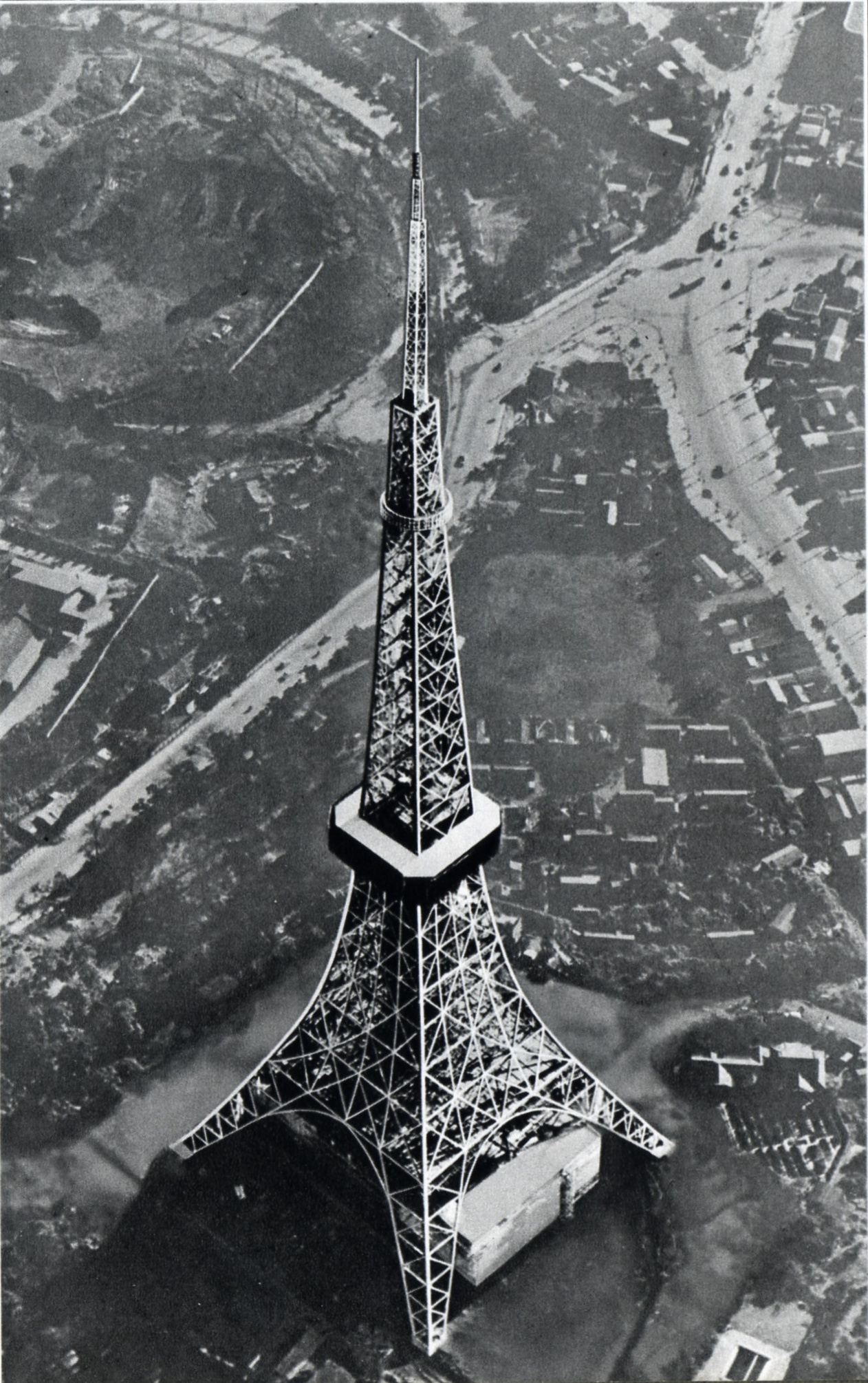
La Torre de Tokio en 1961.

Después de que NHK, la empresa de radiodifusión pública de Japón, empezara sus emisiones de televisión en 1953, era necesaria la construcción de una gran torre de radiodifusión en la región de Kantō. Las empresas privadas empezaron sus emisiones en los meses siguientes a la construcción de la torre de transmisión propia de NHK. Este boom de las telecomunicaciones hizo que el gobierno japonés pensara que pronto se construirían torres de transmisión por todo Tokio, invadiendo la ciudad. La solución propuesta fue la construcción de una gran torre capaz de transmitir a toda la región. Además, tras el auge económico de la posguerra en la década de 1950, Japón buscaba un monumento que simbolizara su ascenso como potencia mundial.
Hisakichi Maeda, fundador y presidente de Nippon Denpatō, la empresa propietaria y operadora de la torre, pretendía originalmente que la torre superara la altura del Empire State Building de Nueva York, que con sus 381 metros era la estructura más alta del mundo. Sin embargo, esta idea se descartó debido a la falta de financiación. Finalmente la altura de la torre se determinó en función del alcance que necesitaban las cadenas de televisión para transmitir a toda la región de Kantō, unos 150 km. Tachū Naitō, renombrado diseñador de edificios altos en Japón, fue el escogido para diseñar la torre. Buscando inspiración en el mundo occidental, Naitō basó su diseño en la Torre Eiffel de París. Con la colaboración de la empresa de ingeniería Nikken Sekkei, Naitō afirmó que su diseño podría soportar terremotos de una intensidad doble que la del gran terremoto de Kantō de 1923 y tifones con vientos de hasta 220 km/h.
El nuevo proyecto atrajo a cientos de tobi (鳶), trabajadores tradicionales de la construcción japoneses que se especializaron en la construcción de estructuras de gran altura. La Takenaka Corporation inició las obras de la torre en junio de 1957 y cada día trabajaban en ellas más de cuatrocientos empleados. Se construyó de acero, la tercera parte del cual era chatarra procedente de tanques estadounidenses dañados en la Guerra de Corea. Cuando el 14 de octubre de 1958 se atornilló la antena, de 90 metros de altura, la Torre de Tokio se convirtió en la torre autoportante más alta del mundo, superando en nueve metros a la Torre Eiffel. Pese a que es más alta que la Torre Eiffel, la Torre de Tokio pesa solo unas 4000 toneladas, 3300 toneladas menos que su homóloga parisina. Aunque desde entonces otras torres han superado la altura de la Torre de Tokio, ha sido la estructura más alta de Japón hasta abril de 2010, cuando fue superada por el Tokyo Skytree. Abrió al público el 23 de diciembre de 1958 con un coste total de 2800 millones de yenes. La Torre de Tokio fue hipotecada por 10 000 millones de yenes en 2000.
Concebida como antena de telecomunicaciones y pintada con colores brillantes de acuerdo con las leyes de aviación de la época, en la actualidad los dos miradores panorámicos de la torre son frecuentados principalmente por turistas; la torre constituye un claro punto de referencia en el caótico skyline del centro de Tokio, tanto de día como de noche.
Cada cinco años, la torre es repintada en un proceso que tarda en completarse aproximadamente un año. La próxima vez que está previsto que sea repintada es en 2030.

## Uso

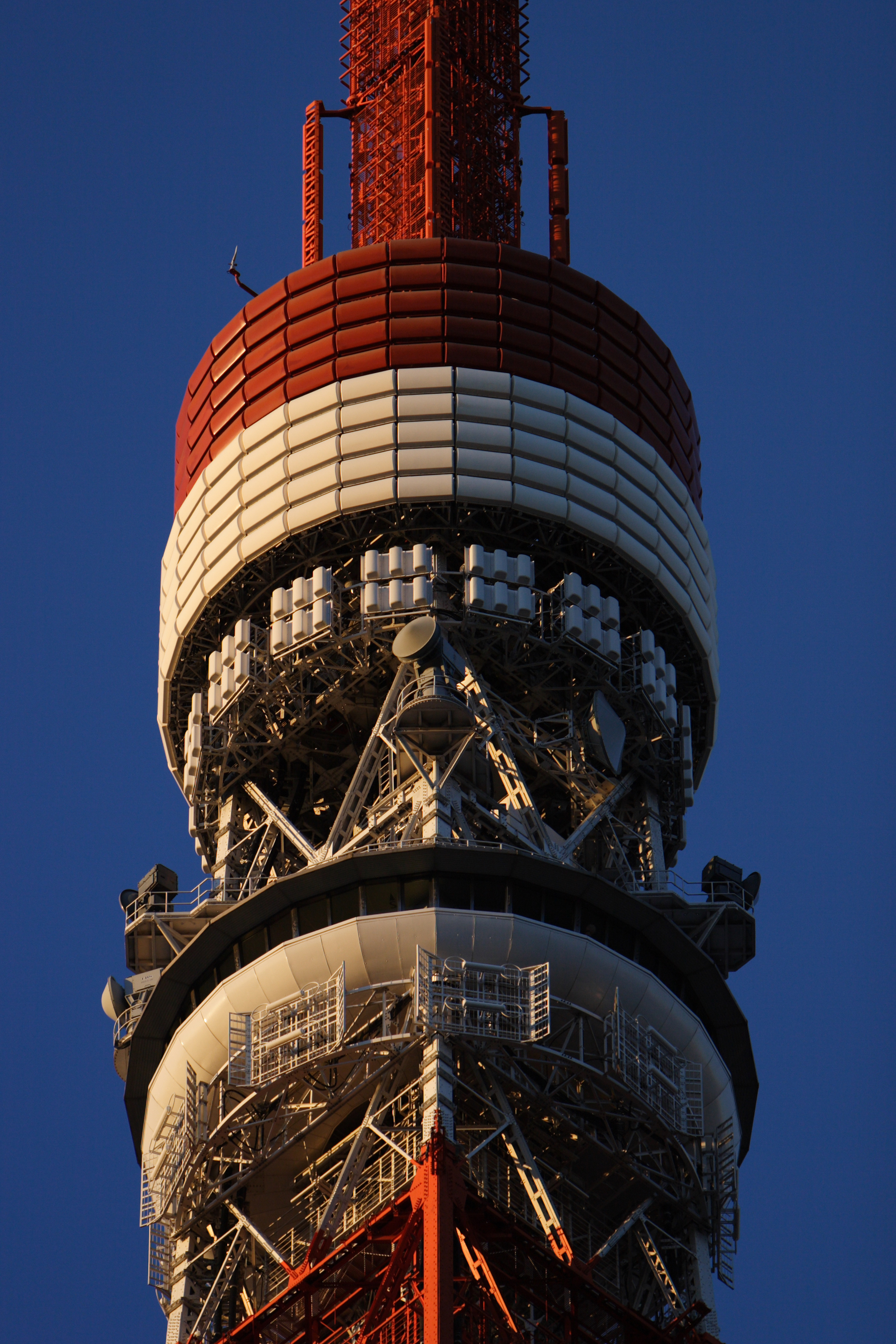
El Top Deck, situado justo debajo del equipo de radiodifusión de televisión digital de la torre.

Las dos fuentes principales de ingresos de la Torre de Tokio son el alquiler de la antena y el turismo. Funciona como estructura de soporte de una antena de radiodifusión de televisión y radio y es un destino turístico que alberga varias atracciones diferentes. Más de 150 millones de personas han visitado la torre desde su inauguración a finales de 1958. Desde ese momento, el número de visitantes de la torre disminuyó continuamente hasta que en el año 2000 tocó fondo en unos 2.3 millones. A partir de entonces, el número de visitantes ha aumentado, y recientemente ha recibido unos tres millones de visitantes al año.
La primera zona de la torre que visitan los turistas es FootTown, un edificio de cuatro plantas situado justo debajo de la torre. Allí, los visitantes pueden comer, comprar y visitar varios museos y galerías. También pueden usar los ascensores de la primera planta de FootTown para alcanzar el primero de los dos miradores, el Main Deck, que tiene dos plantas. Por el precio de otro billete, los visitantes pueden subir a otro conjunto de ascensores en la segunda planta de este mirador para alcanzar el mirador más alto, el Top Deck.

### Radiodifusión

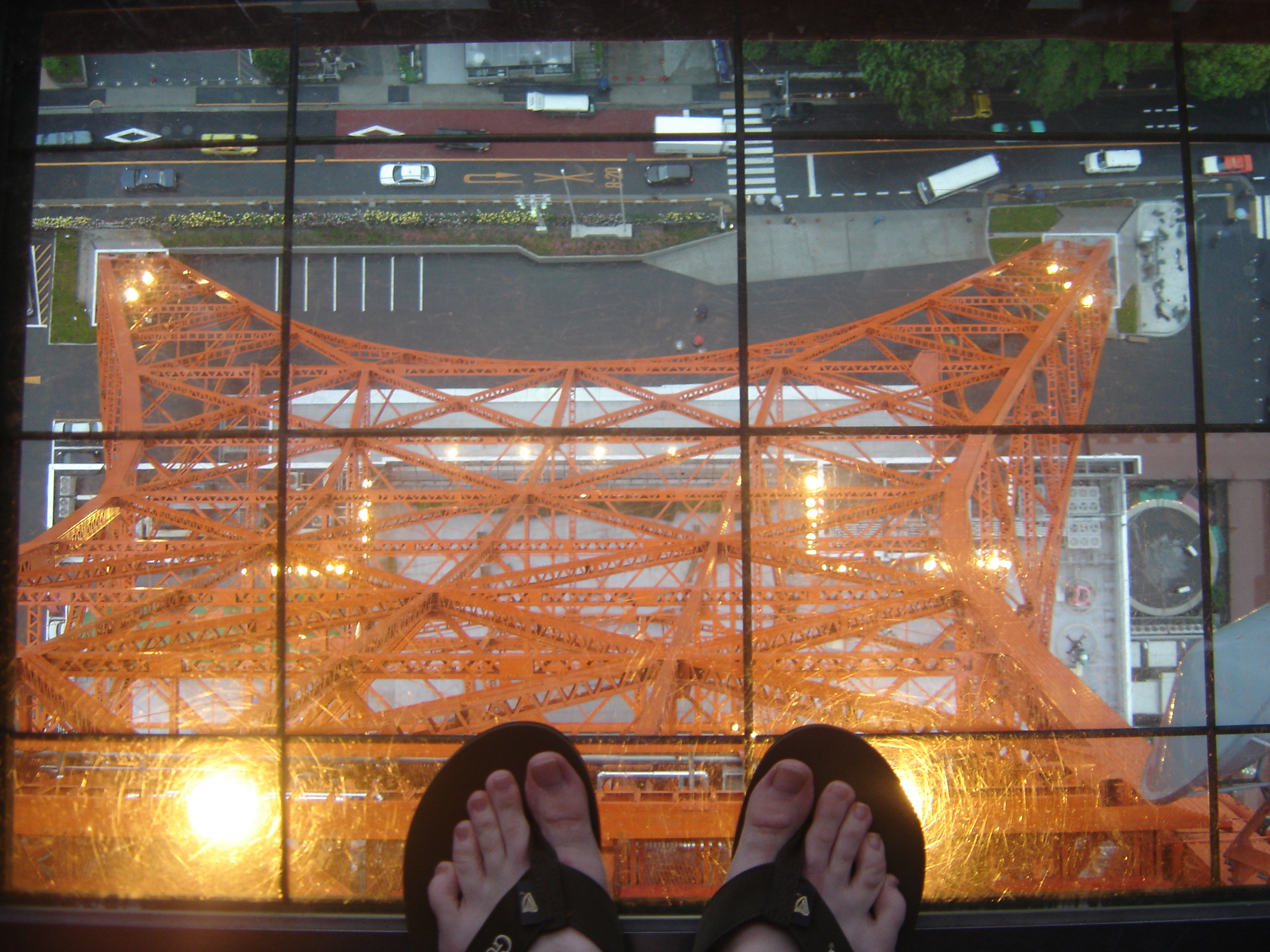
Mirando hacia abajo desde el suelo de vidrio de la Torre de Tokio.

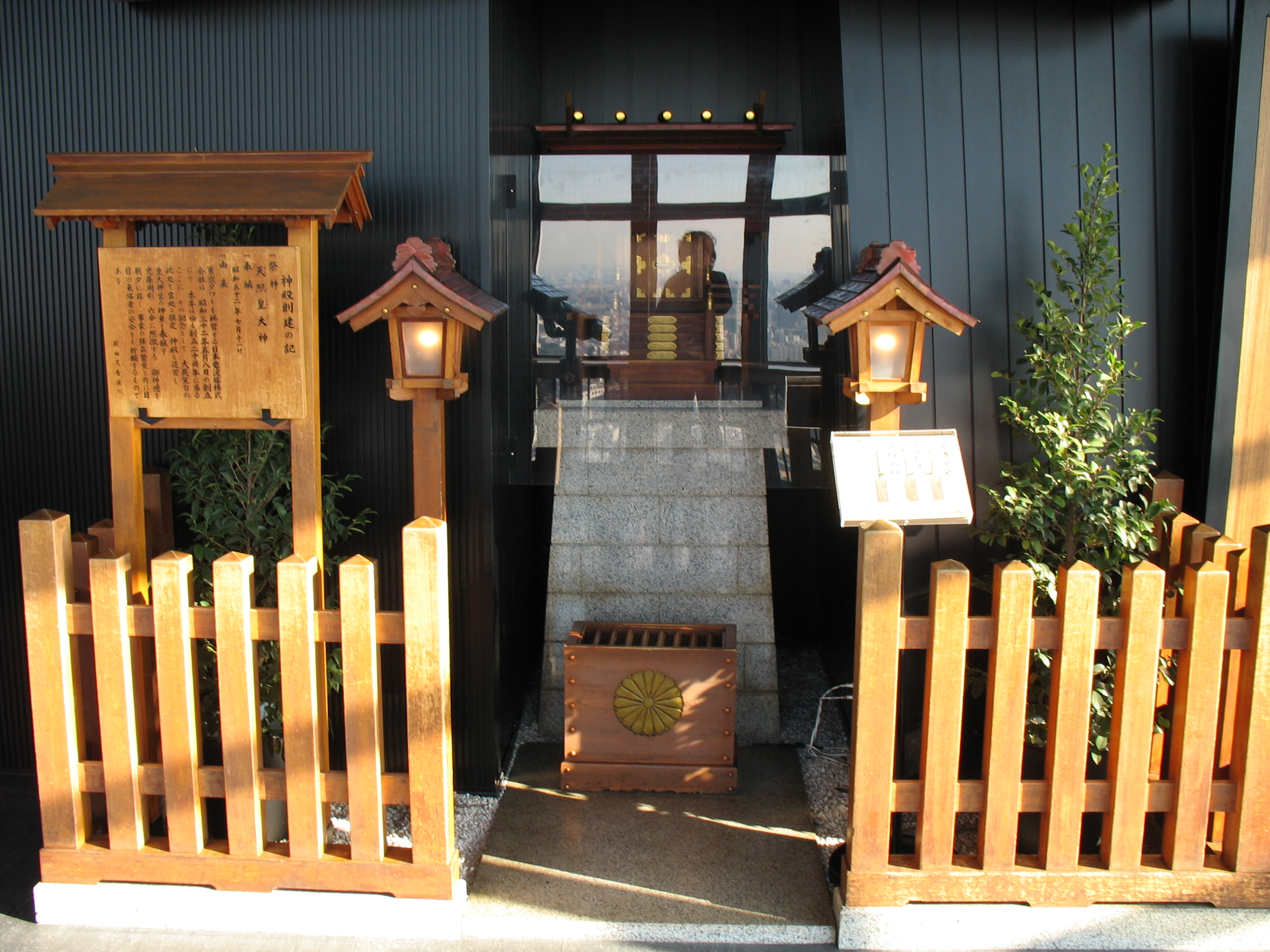
En la segunda planta del Main Deck hay un jinja (santuario sintoísta).

La Torre de Tokio es miembro de la World Federation of Great Towers y es usada por muchas emisoras para retransmitir. La estructura fue construida para emitir señales de televisión, pero en 1961 se instalaron también antenas de radio. Actualmente, la torre emite televisión analógica, televisión digital, radio y radio digital. Entre las emisoras que usan la antena de la torre se encuentran:
- NHK General TV Tokyo (JOAK-TV): VHF canal 1 (analógico).
- NHK Educational TV Tokyo (JOAB-TV): VHF canal 3 (analógico).
- NHK Radio FM Tokyo (JOAK-FM): 82.5 MHz.
  - NHK Radio 1 AM Tokyo (JOAK-AM): 594 kHz.
  - NHK Radio 2 AM Tokyo (JOAB-AM): 693 kHz.
- TV Asahi Tokyo (JOEX-TV): TV Asahi Analog Television/VHF canal 10 (analógico).
- Fuji Television Tokyo (JOCX-TV): Fuji Television Analog/VHF canal 8 (analógico).
- Tokyo Broadcasting System Television (JORX-TV): TBS Television/VHF canal 6 (analógico).
- Nippon Television Tokyo (JOAX-TV): VHF canal 4 (analógico).
- TV Tokyo (JOTX-TV): VHF canal 12 (analógico).
- J-WAVE (JOAV-FM): 81.3 MHz.
- Tokyo FM (JOAU-FM): 80.0 MHz.
- FM Interwave (JODW-FM): 76.1 MHz.
- The University of the Air TV (JOUD-TV): UHF canal 16 (analógico).
- The University of the Air-FM (JOUD-FM): 77.1 MHz.
- Tokyo Metropolitan Television (JOMX-TV): UHF canal 14 (analógico).
- Nikkei Radio Broadcasting Relay Antenna (JOZ-SW): 3.925 MHz.

Japón usa radiodifusión analógica y digital, pero en julio de 2011 todas las emisiones de televisión pasaron a ser únicamente digitales. La Torre de Tokio no es una antena confiable para la radiodifusión digital porque no es lo suficientemente alta para transmitir las ondas de mayor frecuencia a zonas rodeadas por bosques o rascacielos. Como alternativa, en 2012 se inauguró una nueva torre de 634 metros de altura llamada Tokyo Skytree. Para hacer a la Torre de Tokio más atractiva a la NHK y las otras cinco emisoras comerciales que tenían previsto trasladar sus emisiones a la nueva torre, los oficiales de Nihon Denpatō elaboraron un plan para aumentar la altura de su antena de radiodifusión digital entre 80 y 100 metros con un coste de aproximadamente 4000 millones de yenes. Debido a que estos planes no se han realizado, se espera que la Torre de Tokio deje de transmitir señales de televisión digital, con la excepción de la Universidad Abierta de Japón, que continuará emitiendo desde la torre. Las emisoras de radio FM también continuarán usando la torre para retransmitir a la zona de Tokio. Masahiro Kawada, el director de planificación de la torre, también apuntó la posibilidad de que se convirtiera en una torre de respaldo del Tokyo Skytree, en función de las necesidades de las cadenas de televisión.
La parte más alta de la antena fue dañada el 11 de marzo de 2011 por el terremoto de Tōhoku. El 19 de julio de 2012, la altura de la Torre de Tokio se redujo a 315 metros mientras se reparaban los daños ocasionados por el terremoto en la parte superior de la antena.

### Atracciones

#### FootTown

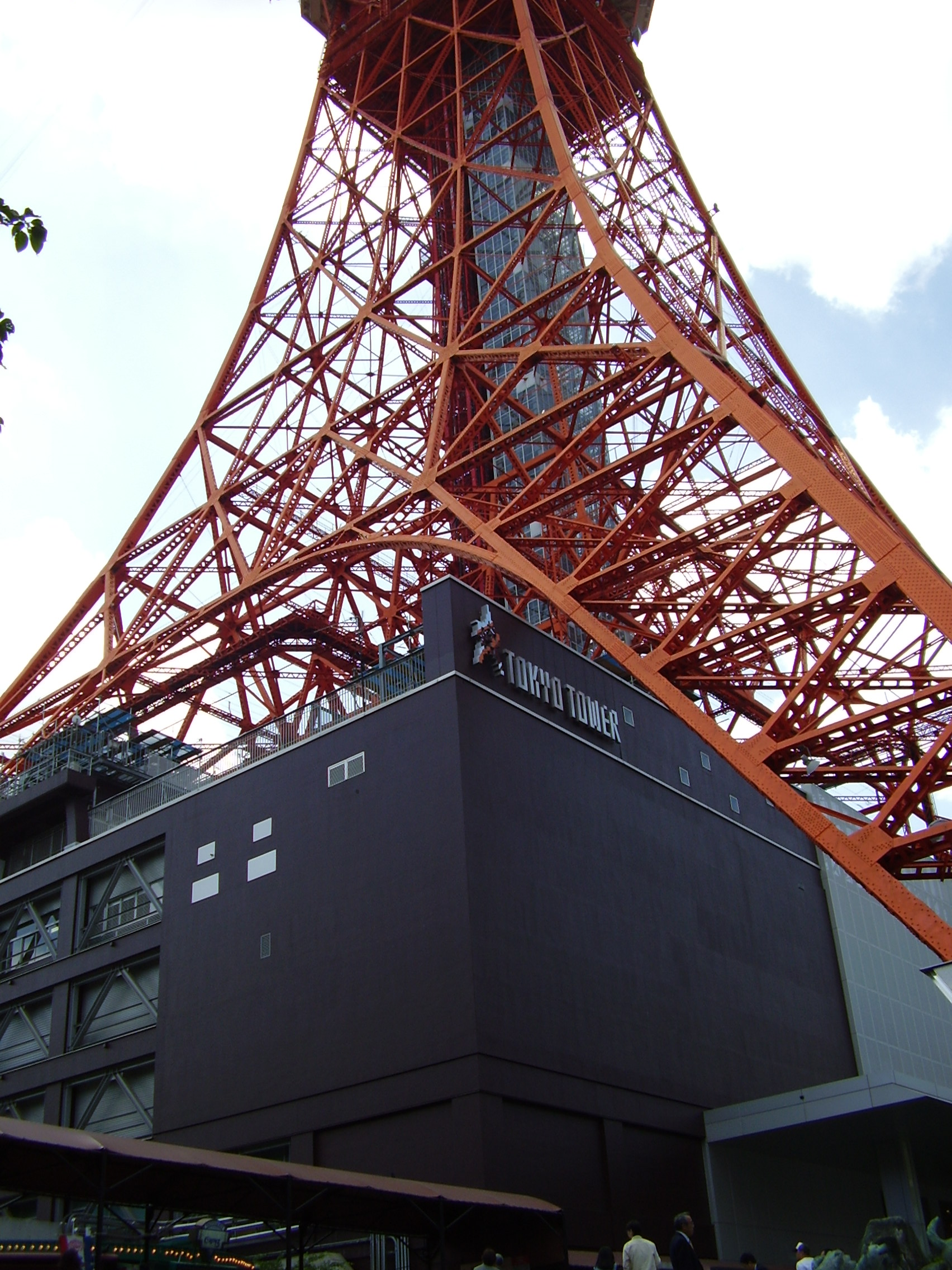
La base de la Torre de Tokio, con el edificio FootTown debajo.

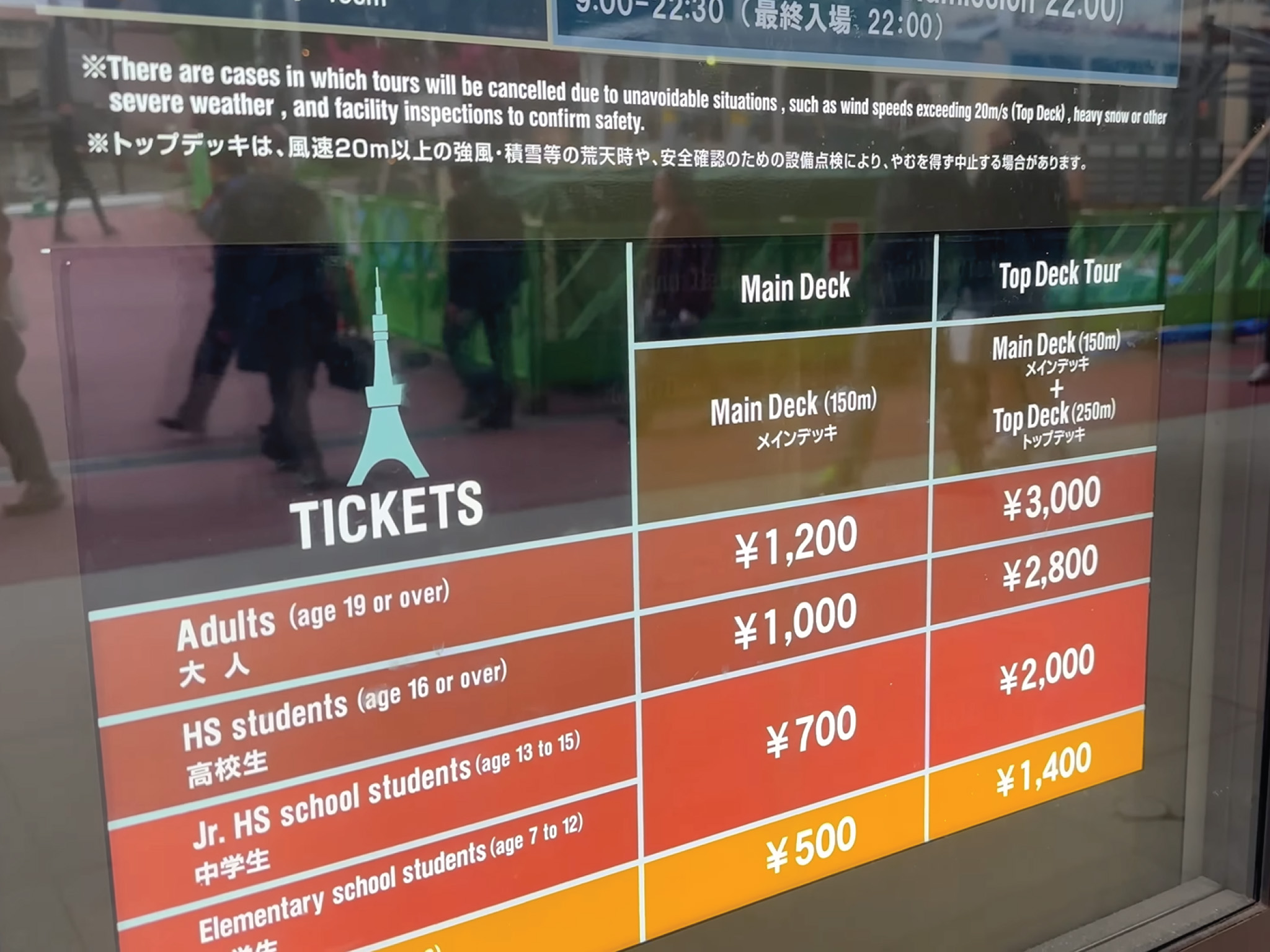
Precios para ingresar y subir a la Torre de Tokio.

En la base de la torre hay un edificio de cuatro plantas llamado FootTown. Su primera planta contiene una galería de acuarios, un vestíbulo de recepción, un restaurante con capacidad para cuatrocientas personas, una tienda de conveniencia FamilyMart y una tienda de recuerdos. Las principales atracciones de esta planta, sin embargo, son los tres ascensores que conducen directamente al Main Deck. La segunda planta alberga principalmente una zona comercial y de restauración. Además de cinco restaurantes independientes, el food court de la segunda planta contiene otros cuatro establecimientos, incluido un McDonald's y un Pizza-La.
Las plantas tercera y cuarta de FootTown albergan varias atracciones turísticas. La tercera planta contiene el Museo de los Récords Guinness de Tokio, que alberga figuras a tamaño real, paneles y objetos que representan récords que han sido certificados por el Libro Guinness. El Museo de Cera de la Torre de Tokio, inaugurado en 1970, muestra figuras de cera importadas de Londres. Entre las figuras expuestas se encuentran desde iconos de la cultura popular como The Beatles hasta figuras religiosas como Jesús de Nazaret. En esta planta también hay una galería de hologramas llamada Gallery DeLux, un salón y varias tiendas especializadas. En la cuarta planta se encuentra la Tokyo Tower's Trick Art Gallery, que exhibe ilusiones ópticas, incluidos cuadros y objetos con los que los visitantes pueden interactuar.
En la azotea del edificio FootTown hay un pequeño parque de atracciones que contiene varias atracciones pequeñas y alberga actuaciones en directo para niños. En los fines de semana y días festivos, los visitantes pueden usar la azotea para acceder a la escalera exterior de la torre. Con unos 660 escalones, esta escalera es una alternativa a los ascensores y conduce directamente al Main Deck.

#### Tokyo One Piece Tower
La Torre de Tokio tenía un pequeño parque de atracciones temático basado en el exitoso manga One Piece, que abrió sus puertas en 2015. Este parque de atracciones contaba con varias atracciones, tiendas y restaurantes, todos ellos basados en los personajes del manga de Eiichirō Oda. Los clientes podían disfrutar de varios juegos y atracciones inspiradas en los personajes de la serie o disfrutar de comidas del mundo de One Piece. También contaba con una tienda de regalos que ofrecía productos exclusivos de One Piece. El parque cerró permanentemente el 31 de julio de 2020.

#### Mascotas
La Torre de Tokio tiene dos mascotas llamadas ノッポン Noppon. El hermano mayor lleva jardineros azules, y el hermano menor jardineros rojos. Fueron desvelados el 23 de diciembre de 1998 para celebrar el 40.º aniversario de la torre.

## Aspecto

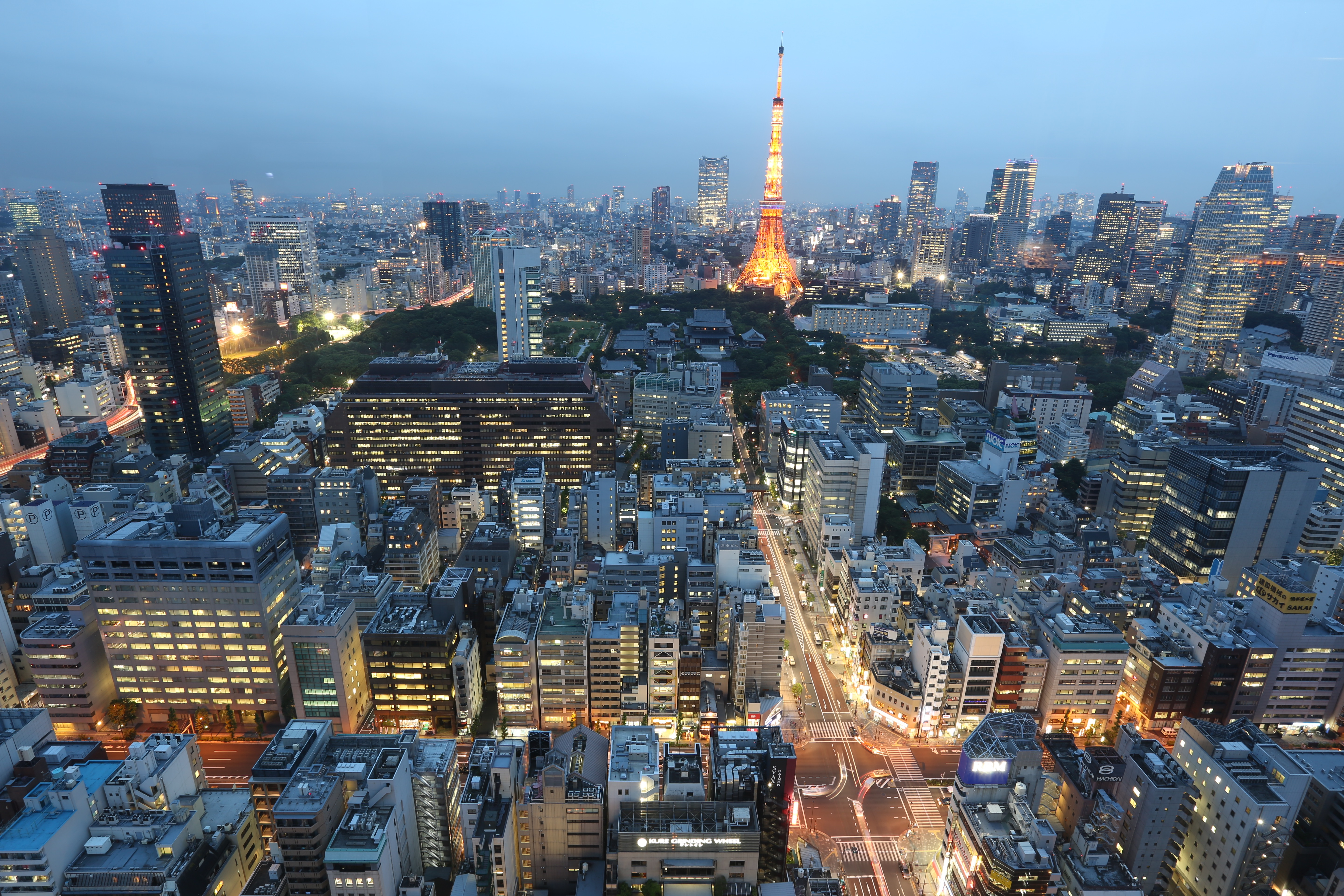
Vista aérea de Shiba-koen al atardecer.

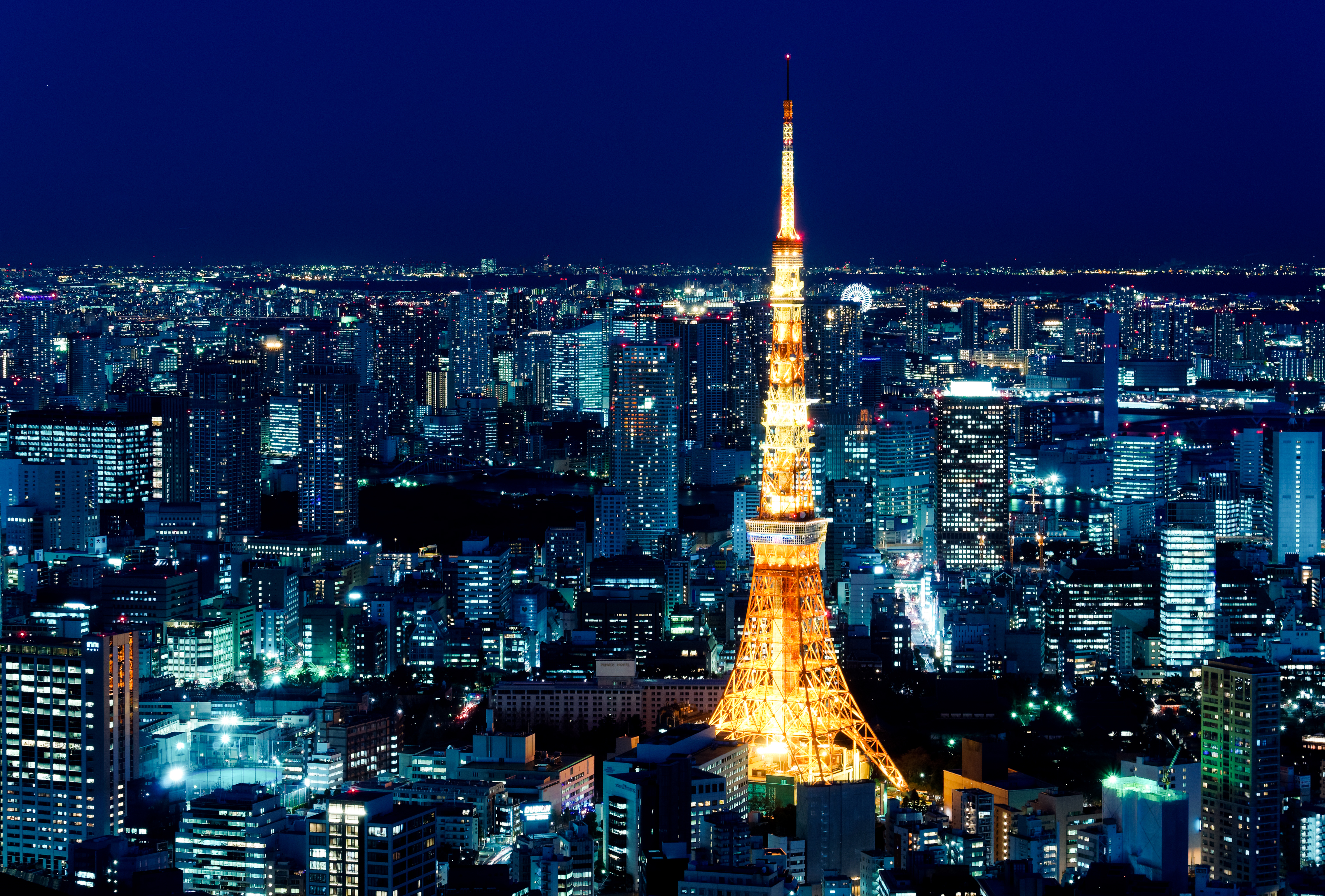
La Torre de Tokio por la noche.

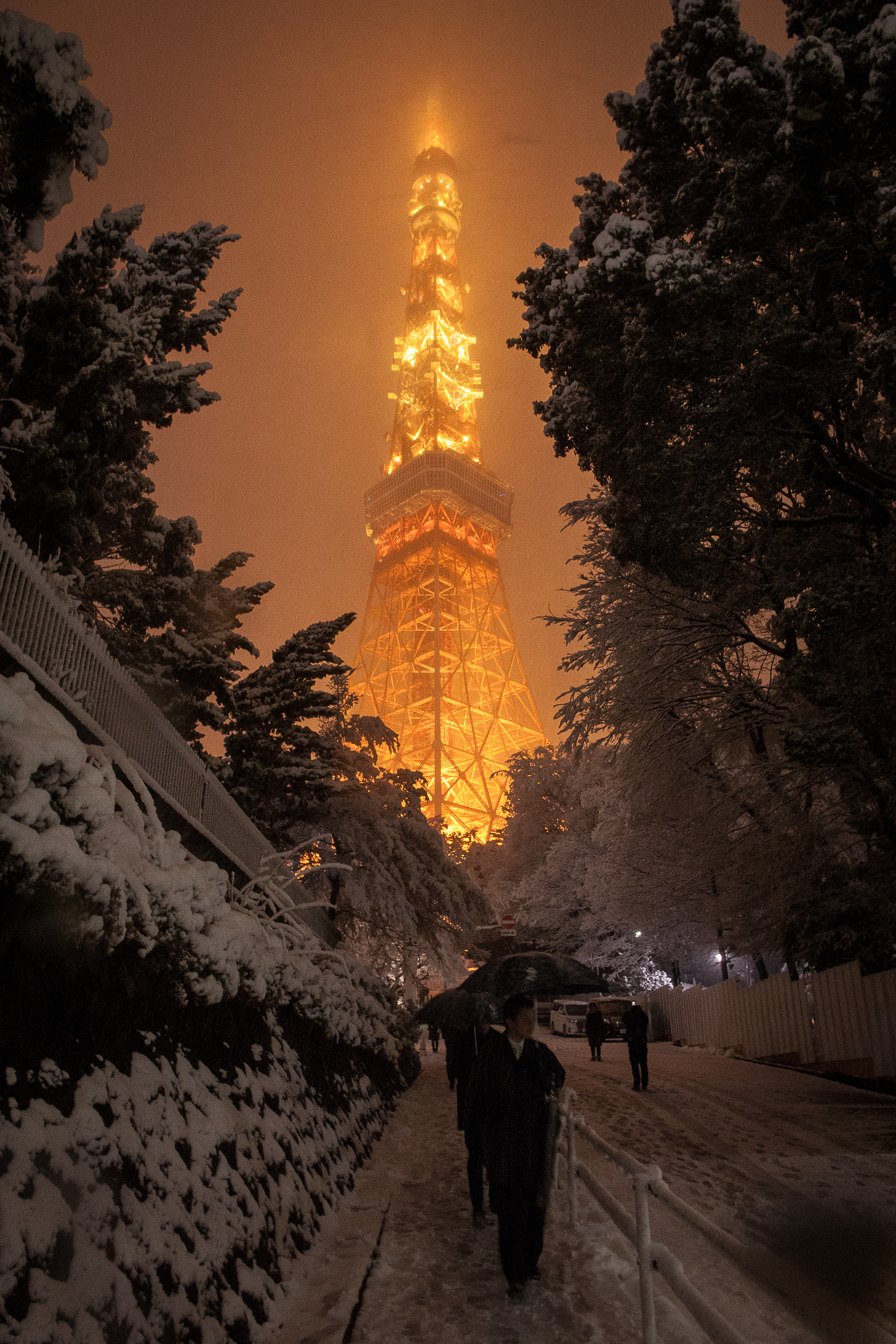
La Torre de Tokio en 2018, durante una nevada.

La Torre de Tokio necesita un total de 28 000 litros de pintura para pintar completamente la estructura de color blanco y naranja internacional, cumpliendo con las regulaciones de seguridad aérea. Antes del 30.º aniversario de la torre en 1987, la única iluminación de la torre consistía en bombillas situadas en los contornos de las esquinas, que se extendían desde la base hasta la antena. En la primavera de 1987, Nihon Denpatō invitó al diseñador de iluminación Motoko Ishii a que visitara la torre. Desde su inauguración hacía treinta años, las ventas anuales de billetes de la torre habían disminuido significativamente, y en un intento por revitalizar la torre y reposicionarla como una importante atracción turística y símbolo de Tokio, Ishii fue contratado para rediseñar su iluminación.
Desvelada en 1989, la nueva iluminación exigió la retirada de las bombillas que delineaban los contornos de las esquinas y la instalación de 176 focos por toda la estructura de la torre. Desde el anochecer hasta medianoche, estos focos iluminan toda la torre. Desde el 2 de octubre hasta el 6 de julio se usan lámparas de vapor de sodio para cubrir la torre de color naranja. Desde el 7 de julio hasta el 1 de octubre, las luces se cambian a lámparas de haluro metálico para iluminar la torre de color blanco. La razón detrás de este cambio es estacional: Ishii pensó que el naranja, un color cálido, ayuda a contrarrestar los fríos meses de invierno, mientras que el blanco es un color frío que ayuda durante los cálidos meses de verano.
Ocasionalmente, la iluminación de la Torre de Tokio adopta configuraciones específicas para conmemorar algunos eventos especiales. Desde 2000, toda la torre se ilumina de color rosa el 1 de octubre para señalar el inicio del mes nacional de concienciación sobre el cáncer de mama. La torre también ha mostrado varias iluminaciones especiales para Navidad desde 1994. Durante Nochevieja, la torre se ilumina a medianoche mostrando el número del año en un lado del mirador para señalar la llegada del nuevo año.
Algunos eventos japoneses también han hecho que se ilumine la torre de un modo especial. En 2002, se iluminaron de color azul secciones alternas de la torre para celebrar el inicio de la Copa Mundial de Fútbol celebrada en Japón. En 2007 se iluminaron de color verde secciones alternas de la torre en el Día de San Patricio para conmemorar el 50.º aniversario de las relaciones diplomáticas entre Japón e Irlanda. En varias ocasiones, la Torre de Tokio también se ha iluminado de un modo especial con motivo de eventos corporativos. Por ejemplo, la mitad superior de la torre se iluminó de color verde en correspondencia con el estreno japonés de The Matrix Reloaded y diferentes secciones de la torre se iluminaron de rojo, blanco y negro para señalar el primer día de ventas de la Coca-Cola C2.
La torre también fue dotada de una iluminación especial en el año 2000 por el nuevo milenio, en la que Motoko Ishii repitió su papel como diseñador. En diciembre de 2008, Nihon Denpatō se gastó 6.5 millones de dólares para crear una nueva iluminación nocturna —titulada Diamond Veil, «velo de diamante»— con ocasión del 50.º aniversario de la torre. Esta iluminación estaba compuesta por 276 luces de siete colores diferentes distribuidas uniformemente por las cuatro caras de la torre.
En las iluminaciones especiales de la torre, el Main Deck desempeña a menudo un papel importante. Durante el segundo White Band Day internacional, el 10 de septiembre de 2005, la torre estaba completamente sin iluminar excepto el Main Deck, que estaba iluminado de color blanco intenso. El anillo blanco así formado simbolizaba la banda blanca referida en el nombre del día. En otras ocasiones, se utilizan las dos plantas de ventanas que componen el exterior del Main Deck para mostrar palabras o números. Cuando la torre se iluminó para conmemorar que la televisión digital terrestre estaba disponible por primera vez en la región de Kantō el 1 de diciembre de 2005, cada lado del Main Deck mostraba los caracteres 地デジ (chi deji, una abreviatura de 地上デジタル放送 chijō dejitaru hōsō, «televisión digital terrestre»). Más recientemente, el mirador mostró «TOKYO» y «2016» para señalar la candidatura olímpica de Tokio 2016. También se han mostrado imágenes primitivas, como corazones, usando las ventanas del mirador.
Las operaciones del Top Deck de la torre (a una altura de 250 m) se suspendieron en 2016, y reabrió el 3 de marzo de 2018. En ese momento, la torre también anunció el cambio de nombre de ambos miradores: el Main Deck se llamaba anteriormente Main Observatory y el Top Deck, Special Observatory. Las renovaciones del Main Deck, que empezaron en septiembre de 2016, provocaron su cierre parcial.

## Representaciones mediáticas
Al igual que la Torre Eiffel se usa a menudo en la cultura popular para situar inmediatamente una escena en París, la Torre de Tokio se usa de la misma manera para Tokio.
La torre aparece en anime y manga como Doraemon, Tokyo Magnitude 8.0, Magic Knight Rayearth, Please Save My Earth, Cardcaptor Sakura, Digimon, Medabots, Detective Conan, Sailor Moon, Tenchi Muyō!, X y Death Note. La torre también se usa frecuentemente en el género cinematográfico japonés kaijū, y ha sido el escenario de numerosas batallas y visitas de Godzilla, Mothra, Gamera y King Kong (King Kong Escapes) en las que es destruida y reconstruida con frecuencia.
Basada en la popular serie de manga de Ryōhei Saigan, la película de 2005 Always Sanchōme no Yūhi es una vista nostálgica de la vida en los barrios que rodeaban la Torre de Tokio durante su construcción. La Torre de Tokio aparece en el programa de televisión japonés Begin Japanology emitido por NHK World en 2008.
La Torre de Tokio también apareció en el episodio de Cars Toons Tokyo Mater, en el que el corredor callejero japonés Kabuto y los ninjas desafían a Rayo McQueen y Mate a una carrera cuya meta es llegar a la cima de torre a medianoche. También aparece en la última escena de Pretty Cure All Stars New Stage 3, en la que Cures Lovely, Princess y los primeros equipos completados de PreCure interpretan su versión de la canción Pretty Cure Memory.
La torre también aparece con un destacado papel narrativo en el anime de 2017 Revue Starlight, en el que los dos protagonistas hacen una promesa juntos de niños a la luz de la torre, que aparece como motivo recurrente durante toda la serie. La Torre de Tokio también aparece en el episodio Astro B.O.Y.D.! de la serie de televisión de 2017 Patoaventuras, en el que el pato Huey y B.O.Y.D. observan la ciudad desde su mirador. También aparece gravemente dañada en una breve secuencia de vídeo de un atentado en Tokyolk (el equivalente en la serie de Tokio) que se produjo veinte años antes del episodio.
El conjunto de emojis tiene un ideograma de la Torre de Tokio (), que está incluido en la versión 6.0 de Unicode con el código U+1F5FC 🗼 Torre de Tokio.